# Novi list

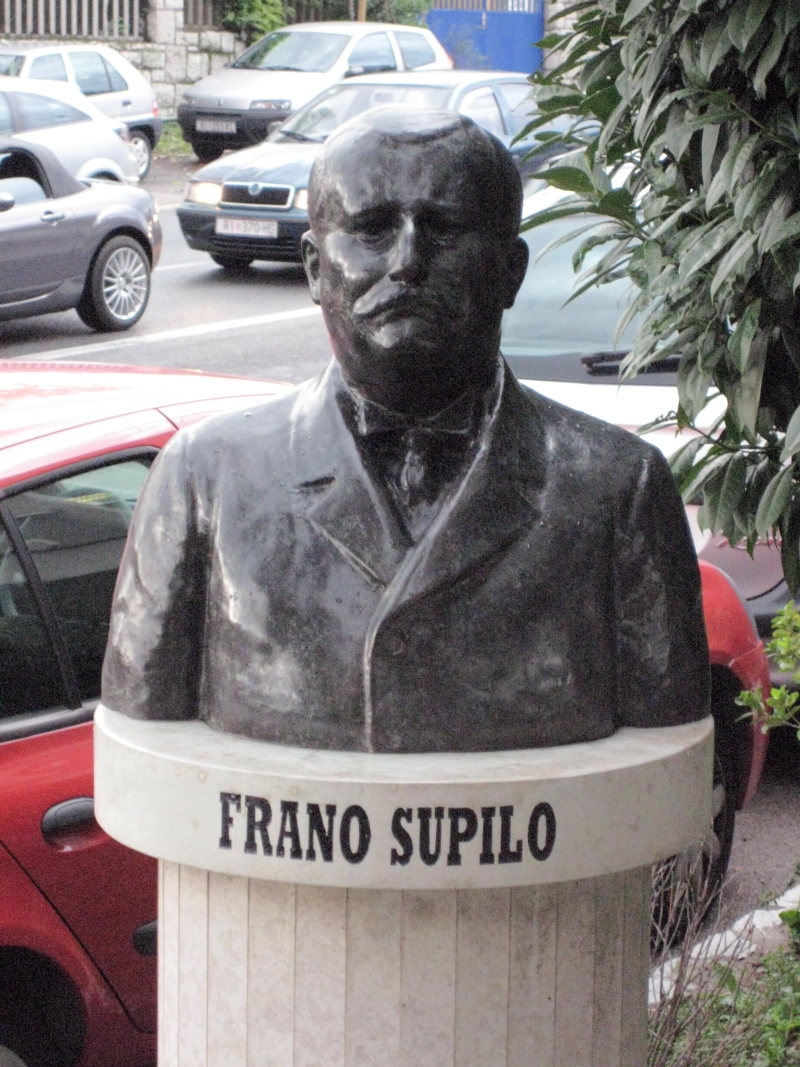
Пам'ятник першому редакторові газети Франо Супіло перед будівлею редакції

Novi list (Нові ліст «новий листок») — найстаріша хорватська щоденна газета, яка виходить у Рієці. Більшість її читачів проживають у Приморсько-Горанській жупанії Хорватії, але видання розповсюджується і по всій країні.

## Історія
Першу газету під назвою Novi list випустив 1900 року Франо Супіло. Пізніше ця назва розширилася до вигляду Riječki Novi list (додалася географічна прив'язка до місця видання «Рієцький»). 1915 року часопис перестав виходити. 1923 року Нікола Полич започаткував газету Primorski Novi list, але через рік на його роботу наклали заборону. Того самого року побачив світ Novi list, але його заборонили після першого випуску. З 1925 виходило з перервами до 1932 року видання під назвою Sušački Novi list (присвійний прикметник «Сушацький» у назві вказував на топонім «Сушак»).
1 березня 1947 завтрашньою датою вийшло перше число часопису Riječki list. 1954 року видання отримало сучасну назву. З 1965 року редакція розміщується в нинішній будівлі на вулиці Звонимирова у Рієці.
Novi list прославився тим, що це була єдина хорватська щоденна газета, яка трималася на критичній відстані від правління Франьо Туджмана протягом 1990-х років.
У 2009—2010 роках головним редактором був Івиця Джикич.
Донедавна газета вважалася лівоцентристською, тоді як за останні кілька років, після придбання словацькою компанією JOJ Media House, вона змінила свої позиції, представляючи тепер правоцентристські цінності, і стала єдиною великою хорватською газетою, налаштованою досить некритично до останніх кількох хорватських урядів, де першу скрипку грають консерватори.